# Seebach (Francia)
Seebach è un comune francese di 1 811 abitanti situato nel dipartimento del Basso Reno nella regione del Grand Est.

## Società

### Evoluzione demografica
Abitanti censiti